# Камптонвил (Калифорнија)
Камптонвил (енгл. Camptonville) насељено је место без административног статуса у америчкој савезној држави Калифорнија.

## Демографија
По попису из 2010. године број становника је 158.
| Група             | 2000.    | 2010.       |
| Белци             | 0 (0,0%) | 116 (73,4%) |
| Афроамериканци    | 0 (0,0%) | 0 (0,0%)    |
| Азијати           | 0 (0,0%) | 2 (1,3%)    |
| Хиспаноамериканци | 0 (0,0%) | 5 (3,2%)    |
| Укупно            | 0        | 158         |